# China Minsheng Bank
China Minsheng Bank (forenklet kinesisk: 中国民生银行; traditionelt kinesisk: 中國民生銀行; pinyin: Zhōngguó Mínshēng Yínháng) (SSE: 600016;HKEX: 1988) er en kinesisk bank med hovedkvarter i Beijing. Banken blev etableret i 1996 af forretningsmanden Jing Shuping.